# حسینیه سکنچه
حسینیه سکنچه که به سکنچه مشهور است که در غرب مجموعهٔ حاج رئیس و نزدیک به مسجد شنبدی در شهر بوشهر قرار دارد. بنای سکنچه توسط حاج عبدالرسول طالبی (حاج رئیس) در محله شنبدی گذاشته شد.
ساختمان در دو طبقه (همکف و اول) ساخته شده‌است. در طبقه اول یک سالن بزرگ برای مراسم عزاداری و روضه خوانی در ده روز اول ماه محرم وجود دارد. سقف اتاق‌ها در هر طبقه با تیرهای چندل پوشانده شده و در ساخت بنا از سنگ گچ، و ساروج استفاده شده‌است.

## منبع
- غلام زاده، فراز، معماری بوشهر در دوره زند و قاجار، ۱۳۹۱.